# Secure Copy
Secure Copy nebo také SCP slouží k bezpečnému přenosu souborů mezi dvěma počítači propojenými počítačovou sítí pomocí protokolu Secure Shell (SSH). SCP má omezené možnosti, a proto je nahrazován komplexnějším protokolem SFTP.
Zkratka SCP může označovat protokol nebo program.

## SCP protokol
SCP protokol je podobný rcp protokolu z BSD, avšak na rozdíl od něj jsou data při přenosu šifrována. Šifrování znemožňuje získat odposlechem z přenášených datagramů citlivé informace (přihlašovací jména, hesla i samotná přenášená data).
Protokol SCP sám o sobě nezajišťuje šifrování ani autentizaci, protože oboje poskytuje protokol SSH. V případě potřeby si program scp od uživatele vyžádá heslo nebo heslovou frázi (na rozdíl od protokolu rcp, který zadání hesla neumožňuje).
Při kopírování souboru na vzdálený počítač je v rámci protokolu SCP možné předat i další informace o souboru (oprávnění, časy modifikace a podobně), což je proti protokolu FTP významným vylepšením.
Při kopírování souboru ze vzdáleného počítače jsou druhé straně zasílány požadavky, které server vyřizuje (kopírování souboru nebo celé adresářové struktury), což může způsobit vážný bezpečnostní problém, pokud se připojíme k serveru napadenému útočníkem.
Ve většině případů je protokol SCP nahrazován komplexnějším protokolem SFTP.

## Program SCP
SCP program je klient, který implementuje protokol SCP. Nejčastěji používaná implementace SCP protokolu je program scp, který se používá na příkazovém řádku. Jedná se o zabezpečenou analogii programu rcp.
Program scp je součástí všech SSH serverů, které poskytují službu SCP a obvykle zajišťuje jak funkci klienta, tak funkci serveru (po připojení klienta je na straně serveru program scp spuštěn v roli serveru).
Syntaxe zápisu kopírování je podobná programu cp. U parametru pro označení vzdáleného počítače je nutné v každém případě zachovat za názvem počítače dvojtečku, jinak program scp považuje argument za označení lokálního názvu souboru a chová se pak jako klasický program cp. Dvojtečka označuje domácí adresář uvedeného uživatele a dále lze použít k němu relativní nebo absolutní cestu k žádanému souboru:
```
scp ZdrojovýSoubor uživatel@JménoPočítače:adresář/CílovýSoubor
scp uživatel@JménoPočítače:adresář/ZdrojovýSoubor CílovýSoubor
```

Protože je protokol SCP jednoduchý a umožňuje pouze přenos souborů, prakticky neexistují nadstavby pro grafické uživatelské rozhraní. Některé programy (jako například WinSCP) kopírování souborů pomocí protokolu SCP umožňují, avšak musí nějakým jiným způsobem zajistit doplňující operace (jako třeba výpis adresáře), což způsobuje komplikace při kombinaci různých platforem. Proto grafické programy pracují obvykle přednostně s protokolem SFTP.